# Taeniotes parafarinosus
Taeniotes parafarinosus är en skalbaggsart som beskrevs av Stefan von Breuning 1971. Taeniotes parafarinosus ingår i släktet Taeniotes och familjen långhorningar. Inga underarter finns listade i Catalogue of Life.